# Los Litigantes (Racine)
Los Litigantes (Les Plaideurs) es la única comedia escrita por el dramaturgo francés Jean Racine (1639-1699). Fue representada en 1668 y está inspirada en Las avispas de Aristófanes, aunque se observa la influencia de Molière, con cuyas comedias rivalizó en su época en cuanto a popularidad, aunque a lo largo del siglo XX fue perdiendo el favor de los críticos y del público. Ataca la querulancia o deseo enfermizo de prolongar los pleitos. 
Es una obra inesperada por las cosas que suceden: Un juez sale de su casa por la ventana, unos perros orinan en escena, dos jóvenes enamorados engañan al padre de la muchacha, y todo ello en versos alejandrinos. Es una obra con una fantasía verbal desbordante, paródica. Su lenguaje se convierte en un galimatías mezcla de latín y griego, y sus repeticiones en cascada hacen pensar en el teatro de Scarron.

## Argumento
- Acto I. Dandin, un juez medio loco, quiere pasarse la vida resolviendo pleitos. Su hijo Leandro, con la ayuda de Petit Jean y de Intimé, consigue impedirle que salga de casa. Llegan el burgués Chicanneau y la condesa de Pimbesche, que vienen a visitar a Dandin por razones diferentes. Los dos litigantes acaban peleándose entre sí. Leandro, mientras tanto, trata de obtener la mano de Isabel, hija de Chicanneau.

- Acto II. Siguiendo una idea de Leandro, Intimé se disfraza de ujier y va a entregar un mensaje a Isabel. Chicanneau se interpone. Leandro, disfrazado de comisario, consigue hacerle firmar un papel que, al parecer, soluciona este asunto. Dandin, por su parte, sigue exigiendo un pleito para juzgar. Leandro le propone que se ocupe del caso de un perro que se ha robado un gallo capón.

- Acto III. El proceso del perro se celebra en casa de Dandin. Petit Jean e Intimé, abogados improvisados, recitan discursos incoherentes. Finalmente, Leandro presenta a su padre el contrato que hizo firmar a Chicanneau. Es un compromiso de que su hija se case con él. Dandin dicta sentencia: el contrato es válido y la boda tendrá que celebrarse.